# 庵逧由香
庵逧 由香（あんざこ ゆか、1966年 - ）は、日本の歴史学者。立命館大学文学部教授。朝鮮近現代史、国際関係史専攻。日韓つながり直しキャンペーン2015共同代表。日本による対韓輸出優遇撤廃に反対する、＜声明＞「韓国は「敵」なのか」呼びかけ人の1人。日本軍性奴隷制問題解決のための正義記憶財団の支援組織である希望のたね基金で理事を務める。

## 経歴
- 1991年3月：津田塾大学 学芸学部  国際関係学科 卒業
- 1993年3月：津田塾大学大学院 国際関係学研究科 博士課程前期課程 修了
- 2002年3月：津田塾大学大学院 国際関係学研究科 博士課程後期課程 中退
- 2006年8月：高麗大学校大学院 史学研究科 韓国史 博士課程 修了 / 文学博士を取得

- 1995年4月 - 1997年3月：日本学術振興会特別研究員(DC)
- 1997年3月 - 2002年8月：大韓民国政府招請奨学生
- 1998年3月 - 2001年12月：光云大学校人文社会大学日本学科非常勤講師
- 2000年3月 - 2011年6月：歴史問題研究所研究員
- 2001年8月 - ：高麗大学校民族文化研究員韓国史研究所研究員
- 2002年3月 - 2002年6月：国民大学校日本学科非常勤講師
- 2002年3月 - 2004年12月：光云大学校(大韓民国)人文社会大学日本学科兼任教授
- 2003年4月 - 2004年3月：日韓文化交流基金訪韓フェローシップフェロー
- 2003年8月 - 2003年12月：聖公会大学校日本学科非常勤講師
- 2006年2月 - 2009年3月：立命館大学コリア研究センター専任研究員
- 2007年4月 - 2009年3月：立命館大学非常勤講師
- 2007年4月 - 2009年3月：仏教大学非常勤講師
- 2007年9月 - 2009年3月：武蔵野大学非常勤講師
- 2009年4月 - 2014年3月：立命館大学文学部特別招聘准教授
- 2009年4月 - ：立命館大学コリア研究センター事務局長
- 2011年6月 - ：歴史問題研究所研究委員
- 2014年4月 - 2015年3月：立命館大学文学部准教授
- 2015年4月 - ：立命館大学文学部教授

## 著作
- 著書『地域のなかの軍隊 7巻 植民地編 植民地と軍隊』

坂本悠一編 / 吉川弘文館（2015年4月）
- 著書『地域社会から見る帝国日本と植民地 朝鮮・台湾・満洲』

松田利彦 ほか / 思文閣出版 34-52（2013年3月）
- 著書『図録 植民地朝鮮に生きる ―韓国・民族問題研究所所蔵資料から―』

水野直樹、庵逧由香、酒井裕美、勝村誠 / 岩波書店 77-136（2012年9月）
- 著書『군대와 성폭력 -한반도의 20세기-』

송연옥、김영 편저 / 선인　40-101（2012年6月）
- 翻訳『日本の朝鮮植民地支配と植民地的近代』

明石書店（2012年3月）
- 著書『岩波講座東アジア近現代通史 第6巻』

和田春樹 ほか編 / 岩波書店 240-261（2011年1月）
- 著書『軍隊と性暴力 - 朝鮮半島の20世紀』

金栄、宋連玉 ほか / 現代史料出版 29-85（2010年4月）
- 単行本『現代韓国民主主義の新展開』

徐勝、金津日出美、庵逧由香 / 御茶の水書房（2008年3月）
- 『「韓流」のうち外 - 韓国文化力と東アジアの融合反応』

徐勝、黄盛彬、庵逧由香 / 御茶の水書房（2007年12月）
- 翻訳『朝鮮民族解放運動の歴史 ― 平和的統一への模索』

姜萬吉、太田修、庵逧由香 / 法政大学出版局（2005年3月）
- その他『植民統治比較資料集(インド・フィリピン・朝鮮)』

姜萬吉 ほか / ソニン（2004年）
- 単行本『日本所在韓国史資料調査報告Ⅰ』

国史編纂委員会 / 国史編纂委員会（2003年）
- その他『｢慰安婦｣関連文献資料集』

崔徳寿、ピョン・ウンジン、庵逧由香 / 女性部(大韓民国)（2002年）
- その他『朝鮮労務(復刻版)』

庵逧由香 / 緑陰書房（2000年）
- 翻訳『新しい時代を拓くために -民主主義人権・民族統一-』

伊藤成彦 ほか / 影書房（1998年）
- 単行本『韓日両国の相互認識』

韓日関係史学会 / 国学資料院 223-259（1998年）